# دیکسیت دامینوس

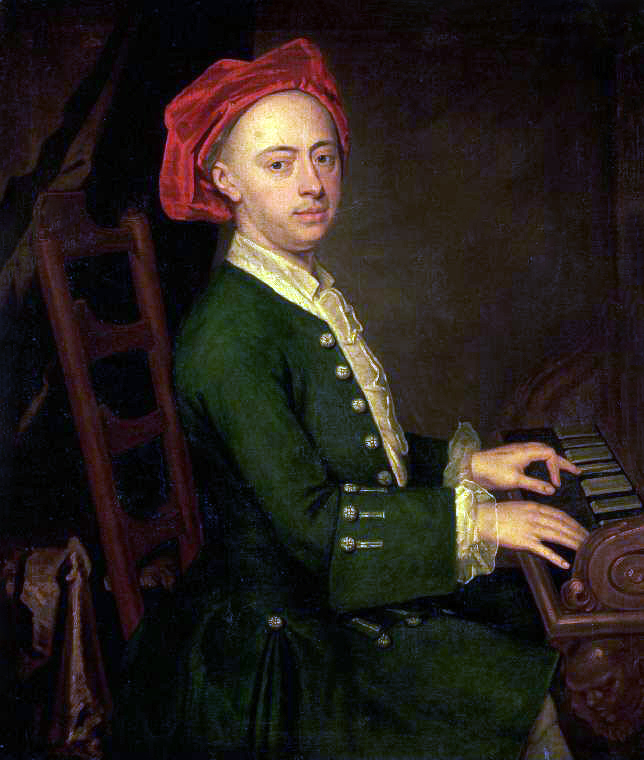
نقاشی منتسب به جرج فردریک هندل

دیکسیت دامینوس (لاتین: Dixit Dominus) یک اقتباس آهنگین از مزامیر داوود اثر جرج فردریک هندل است که بر اساس نسخهٔ لاتین مزامیر ۱۱۰ ساخته شده و با عبارت «خداوند گفت» آغاز می‌شود.
ساخت دیکسیت دامینوس در آوریل ۱۷۰۷ در حالی که هندل ساکن ایتالیا بود، به پایان رسید. امضای پای این اثر، نخستین امضای به‌جامانده از هندل است. این اثر به سبک باروک نوشته شده‌است و برای پنج تک‌خوان (۲ سوپرانو، ۱ آلتو، ۱ تنور، ۱ باس)، گروه همخوانان پنج قسمتی، سازهای زهی و باسو کاتینوئو آهنگسازی شده‌است. گمان می‌رود که دیکسیت دامینوس نخستین بار در ۱۶ ژوئیه ۱۷۰۷ در کلیسای سانتا ماریا در مونتسانتو با حمایت خاندان کولونا اجرا شده باشد.
این موسیقی در سال ۱۸۶۷ منتشر شد. یک اجرای معمولی آن، کمی بیش از ۳۰ دقیقه زمان می‌برد.

## موومان‌ها
این اثر شامل موومان‌های زیر است:
| موومان | گونهٔ صدا و نحوه اجرا                   | ترجمه (فارسی) | متن اصلی (لاتین) |
| ------ | -------------------------------------- | --- | --- |
| ۱      | گروه هم‌سرایان                          | خداوند به سرور و آقای من گفت: به یمینِ من بنشین تا آن هنگام که دشمنانت را کرسیِ زیر پایت سازم.                                 | Dixit Dominus Domino meo: Sede a dextris meis, donec ponam inimicos tuos scabellum pedum tuorum                          |
| ۲      | آریا (تک‌خوان آلتو)                     | خداوند عصای اقتدار تو را از صهیون خواهد فرستاد: در میان دشمنانت، فرمانروایی کن.                                              | Virgam virtutis tuae emittet Dominus ex Sion: dominare in medio inimicorum tuorum.                                       |
| ۳      | آریا (تک‌خوان سوپرانو)                  | قوم تو در روز [تجمعِ] سپاهیانت، [برای جنگ]، با شکوهی قدسی داوطلب شدند. [همچون زمانِ] خارج شدنت از رحم، در [طراوتِ] شبنمِ طفولیتت | Tecum principium in die virtutis tuae splendoribus sanctorum. Ex utero ante luciferum genui te.                          |
| ۴      | گروه هم‌سرایان                          | خداوند قسم خورده‌است و پشیمان نخواهدشد:                                                                                       | Juravit Dominus et non paenitebit eum:                                                                                   |
| ۵      | گروه هم‌سرایان                          | تو کاهن هستی تا به ابد، به رتبهٔ مَلِکی‌صَدَق.                                                                                     | Tu es sacerdos in aeternum secundum ordinem Melchisedech.                                                                |
| ۶      | تک‌خوانان و گروه هم‌سرایان               | خداوند که [یاری‌دهنده] به‌دست راست توست در روز غضب خود، پادشاهان را شکست خواهد داد.                                            | Dominus a dextris tuis, confregit in die irae suae reges.                                                                |
| ۷      | گروه هم‌سرایان                          | در میان امت‌ها داوری خواهد کرد، [صحنهٔ جنگ را] از لاش‌ها انباشته خواهد ساخت، و سر آنها را در زمینِ پهناور خواهد کوبید.           | Judicabit in nationibus, Implebit ruinas, conquassabit capita in terra multorum.                                         |
| ۸      | دوخوانی سوپرانو و همراهی گروه هم‌سرایان | از نهرِ سرِ راه خواهد نوشید، بنابراین، سر خود را برخواهد افراشت.                                                               | De torrente in via bibet, propterea exaltabit caput.                                                                     |
| ۹      | گروه هم‌سرایان                          | جلال و شکوه بر پدر، پسر و روح‌القدس آنگونه که از ازل بود، و اینک هست و تا ابد خواهد بود، برای همیشه. آمین.                    | Gloria Patri, et Filio, et Spiritui Sancto, Sicut erat in principio, et nunc, et semper, et in saecula saeculorum. Amen. |